# Municipio de Great Yarmouth
Great Yarmouth es un distrito no metropolitano con el estatus de municipio ubicado en el condado de Norfolk (Inglaterra). Fue constituido el 1 de abril de 1974 bajo la Ley de Gobierno Local de 1972 como una fusión del municipio condal de Great Yarmouth y partes de los distritos rurales de Blofield and Flegg y Lothingland.

## Geografía
Según la Oficina Nacional de Estadística británica, Great Yarmouth tiene una superficie de 173,98 km². La zona costera del distrito, ubicada al este, está bañada por el mar del Norte. Al sur limita con el condado de Suffolk, y al oeste y al norte con otros tres distritos de Norfolk: Broadland y South Norfolk, y North Norfolk, respectivamente.

## Demografía
Según el censo de 2001, Great Yarmouth tenía 90 810 habitantes (48,46% varones, 51,54% mujeres) y una densidad de población de 521,96 hab/km². El 19,12% eran menores de 16 años, el 71,37% tenían entre 16 y 74, y el 9,52% eran mayores de 74. La media de edad era de 41,32 años. 
Según su grupo étnico, el 98,63% de los habitantes eran blancos, el 0,59% mestizos, el 0,38% asiáticos, el 0,15% negros, el 0,09% chinos, y el 0,16% de cualquier otro. La mayor parte (97,01%) eran originarios del Reino Unido. El resto de países europeos englobaban al 1,33% de la población, mientras que el 0,4% había nacido en África, el 0,84% en Asia, el 0,26% en América del Norte, el 0,06% en América del Sur, el 0,08% en Oceanía, y el 0,02% en cualquier otro lugar. El cristianismo era profesado por el 74,58%, el budismo por el 0,16%, el hinduismo por el 0,12%, el judaísmo por el 0,09%, el islam por el 0,31%, el sijismo por el 0,01%, y cualquier otra religión por el 0,24%. El 16,61% no eran religiosos y el 7,88% no marcaron ninguna opción en el censo.
El 39,34% de los habitantes estaban solteros, el 42,25% casados, el 1,88% separados, el 8,32% divorciados y el 8,2% viudos. Había 39 380 hogares con residentes, de los cuales el 31,04% estaban habitados por una sola persona, el 9,82% por padres solteros con o sin hijos dependientes, el 57,43% por parejas (47,48% casadas, 9,95% sin casar) con o sin hijos dependientes, y el 1,71% por múltiples personas. Además, había 1040 hogares sin ocupar y 741 eran alojamientos vacacionales o segundas residencias.

## Gobierno
Great Yarmouth está compuesto por 21 parroquias civiles y el pueblo de Great Yarmouth es su centro administrativo. El distrito está dividido en 17 circunscripciones electorales y en cada una de ellas se elige a un número determinado de concejales hasta un total de 39 que forman el Ayuntamiento de Great Yarmouth.